# Acido nisinico
L'acido nisinico è un acido grasso lineare con 24 atomi di carbonio e sei doppi legami in configurazione cis, descritto in notazione delta come 24:6Δ6c,9c,12c,15c,18c,21c.
Contando gli atomi di carbonio partendo da quello del terminale metilico della molecola il doppio legame parte dal terzo atomo, quindi l'acido nisinico appartiene al gruppo di acidi omega-3.
Fu identificato nel 1934 dai ricercatori giapponesi Yoshiyuki Toyama e Tomotaro Tsuchyia nell'olio di sardina giapponese ( Clupanodon melanostica), di fegato di merluzzo, di fegato dello squalo Squalus sucklii e di globicefalo.  Nel 1935 la sua struttura fu chiarita dagli stessi ricercatori che ne hanno anche proposto il nome di "acido nisinico", senza spiegarne l'origine.  Successivamente è stato isolato in diverse specie di echinodermi e in meduse del genere Aurelia (≈9%).
A temperatura ambiente è un solido con una densità di 0,9452 g/cm 3 e un indice di rifrazione di 1,5122 a 20 °C. È insolubile in acqua e solubile in benzene, cloroformio, metanolo, dietil etere ed etere di petrolio.